# Eupithecia flebilis
Eupithecia flebilis är en fjärilsart som beskrevs av George Duryea Hulst 1900. Eupithecia flebilis ingår i släktet Eupithecia och familjen mätare. Inga underarter finns listade i Catalogue of Life.